# Ей Би Си Сигначър
ABC Signature е телевизионна продукционна дивизия на Disney-ABC Television Group.
Основана е като Touchstone Television (наречена на Touchstone Pictures) през 1985 г., а настоящето име е дадено през 2007 г.

## Продуцирани програми

### Настоящи
- The Amazing Race
- Най-смешните домашни видеоклипове на Америка
- Военни съпруги
- Братя и сестри
- Касъл
- Агнешко
- Престъпни намерения
- Отчаяни съпруги
- Анатомията на Грей
- Джими Кимъл на живо
- Частна практика

### Бивши
- Мечът на истината
- Изгубени
- Смешно отделение
- Поглед в бъдещето
- Ергенът Гари
- Шепот от отвъдното
- Осем прости правила
- Питайте Джим
- Наричана още
- Новият ден
- Скандално
- Мръсни секси пари
- Илай Стоун
- Фелисити
- Кевин Хил
- Рицари на просперитета
- Кайл Екс Уай
- Монк
- Съдружници по неволя
- Тъй нареченият мой живот
- Жътварят
- Коя е Саманта?
- Шест градуса
- Спортна вечер
- Грозната Бети
- Животът на Брайън